# Suzy Favor-Hamilton
Suzy Favor-Hamilton née le 8 août 1968, est une coureuse de demi-fond américaine qui a participé aux Jeux olympiques de 1992, 1996 et de 2000. Elle est médaillée d'argent sur 1 500 mètres à l'Universiade d'été de 1989. Elle est également connue pour sa "seconde carrière" d'escort girl,, pendant un an, causé par son trouble bipolaire (dont l'un des symptômes est justement l'hypersexualité) qui n'était alors pas encore diagnostiqué. 
Sous traitement médical adéquate, elle est aujourd'hui stabilisée et s'est retirée de la prostitution après y avoir passé une année. 
Elle intervient maintenant dans de nombreuses conférences sur la santé mentale, notamment sur le trouble bipolaire, et est l'auteur d'un livre autobiographique,. 